# Йоаким Смирниотис
Йоаким (на гръцки: Ιωακείμ) е гръцки православен духовник, митрополит и деец на Гръцката въоръжена пропаганда в Македония.

## Биография
Митрополит Йоаким е роден в 1885 година в град Аргос, Гърция, с фамилията Смирниотис (Σμυρνιώτης). Още млад става монах в Иверския манастир на Света гора. Получава архимандритски чин. Става свещеник в Сярската епархия, където се включва в Гръцката въоръжена пропаганда в Македония. В 1907 година е измъчване. След това е военен свещеник в Мала Азия в периода 1910-1912 година. В 1945 година става митрополит на Поленинска и Кукушка епархия, като заема поста до смъртта си в 1965 година.